# Dysk Faradaya

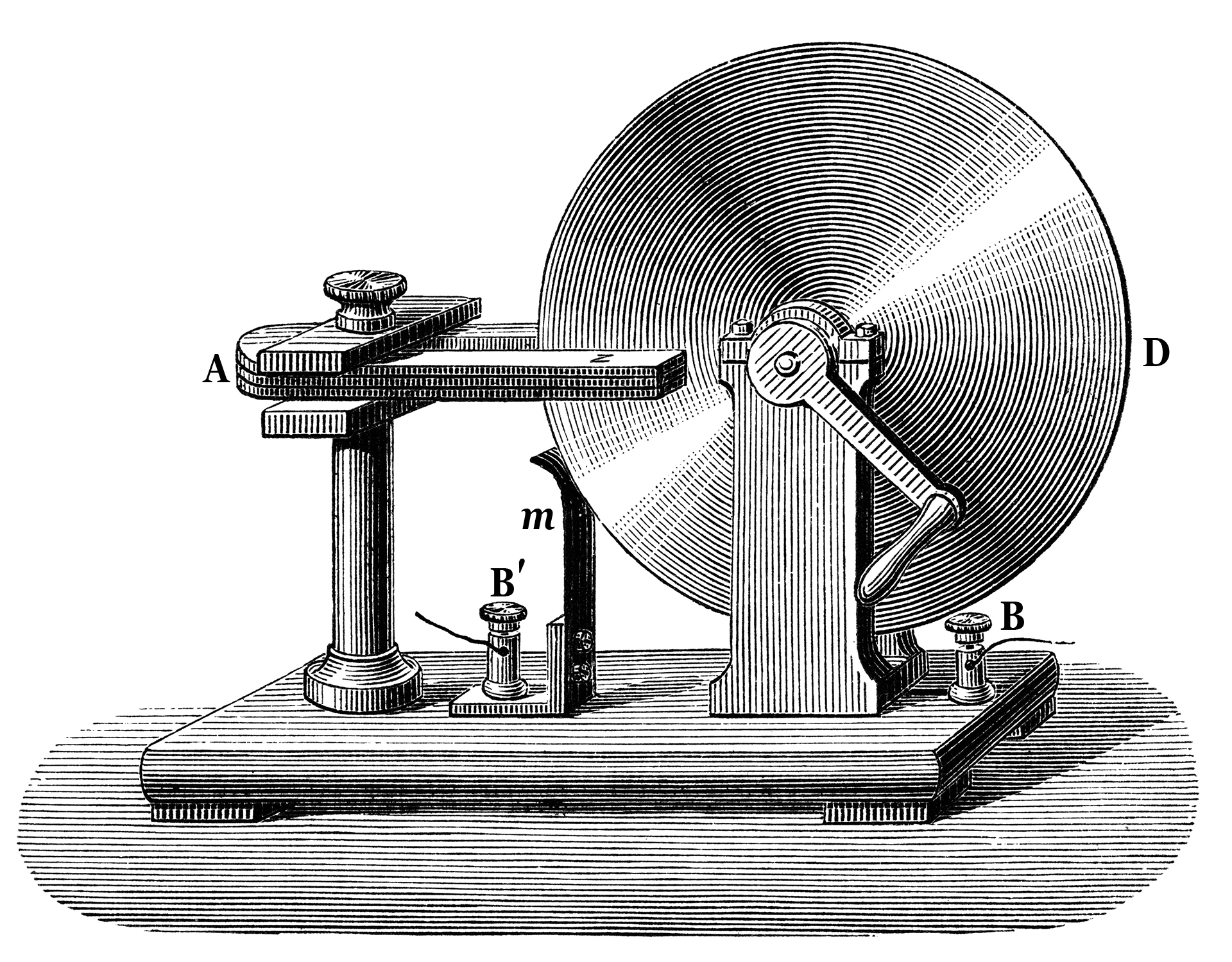
Rycina przedstawiająca dysk Faradaya

Schemat dysku Faradaya. B – pole magnetyczne, U – napięcie elektryczne

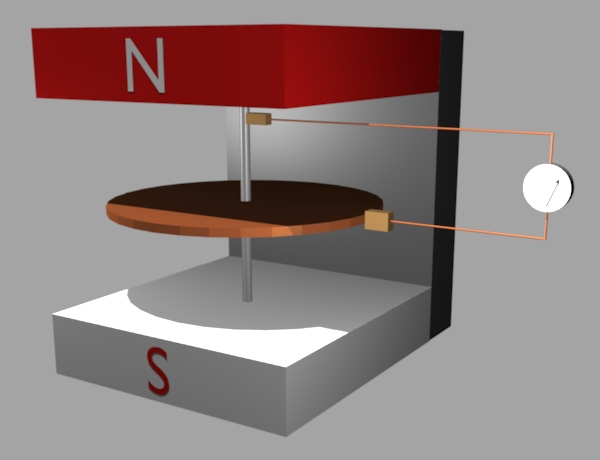
Model generatora jednobiegunowego

Dysk Faradaya, tarcza Faradaya (generator jednobiegunowy) – prądnica prądu stałego wynaleziona przez Michaela Faradaya w 1831.
Urządzenie składa się z dysku wykonanego z przewodnika prądu elektrycznego, umieszczonego w stałym i prostopadłym do płaszczyzny dysku polu magnetycznym wytwarzanym przez magnesy. Podczas obrotu dysku, między środkiem a zewnętrzną częścią dysku powstaje napięcie (siła elektromotoryczna). 
Prąd płynący dzięki temu napięciu jest odbierany przez szczotki. Jedne szczotki są podłączone do osi dysku a drugie do jego obwodu.
Dysk Faradaya był pierwszą prądnicą prądu stałego, mógł też pracować jako silnik elektryczny prądu stałego.
Prace nad prądnicami i silnikami unipolarnymi trwały intensywnie w XIX wieku aż do początku XX w., później były stosowane tylko w laboratoriach do uzyskiwania bardzo dużych natężeń prądu stałego.
Nikola Tesla próbował przekształcić jednobiegunową prądnicę Faradaya w urządzenie do produkcji energii elektrycznej bez napędu, uważał, że wystarczy zmniejszyć opory oraz odwrócić kierunek momentu hamującego przy przepływie prądu, by urządzenie raz wprawione w ruch, pracowało bez zasilania. W 1889 roku uzyskał w USA patent na maszynę dynamoelektryczną, której konstrukcję - opartą na pomyśle Faradaya - udoskonalił pod względem wydajności przez zmniejszenie oporu i odwrócenie momentu napędowego. Jego prace były obarczone błędami, obecnie wiadomo, że metodą indukcji elektromagnetycznej nie można uzyskać energii elektrycznej bez dostarczenia energii (porównaj: perpetuum mobile I rodzaju).

## Zasada działania
Powstawanie siły elektromagnetycznej w dysku tłumaczone może być przez zjawisko indukcji elektromagnetycznej, siły Lorentza, siły elektromagnetycznej indukcji, a nawet szczególnej teorii względności.
Uzasadnienie na podstawie siły elektromagnetycznej indukcji.
W przewodniku poruszającym się w polu magnetycznym powstaje siła elektromagnetyczna: 
{\displaystyle {\mathcal {E}}=-\mathbf {v\times {B}} l}
Na podstawie powyższego wzoru, oraz zakładając że indukcja magnetyczna jest jednakowa na całym promieniu dysku i prostopadła do powierzchni dysku, napięcie powstające w dysku określa wzór: 
{\displaystyle U_{e}={\frac {1}{2}}\omega {a^{2}}B_{z}}
gdzie:
- {\displaystyle {\mathcal {E}}} - siła elektromotoryczna indukcji,
- {\displaystyle \mathbf {v} } - prędkość elementu przewodnika,
- {\displaystyle \mathbf {B} } - indukcja magnetyczna,
- {\displaystyle l} - długość przewodnika,
- {\displaystyle U_{e}} - napięcie generowane w dysku,
- {\displaystyle \omega } - prędkość obrotowa dysku,
- {\displaystyle B_{z}} - składowa indukcji magnetycznej prostopadła do dysku,
- {\displaystyle a} - promień dysku.